# Choi Young-rae
Choi Young-Rae, kor. 최영래 (ur. 13 maja 1983 w Danyang) – południowokoreański strzelec sportowy, wicemistrz olimpijski. 
Specjalizuje się w konkurencji pistoletu dowolnego 50 m. Srebrny medalista w tej konkurencji podczas igrzysk olimpijskich w Londynie w 2012 roku.